# Agüero (ort)
Agüero är en ort i Spanien.   Den ligger i provinsen Provincia de Huesca och regionen Aragonien, i den nordöstra delen av landet, 300 km nordost om huvudstaden Madrid. Agüero ligger 688 meter över havet och antalet invånare är 154.
Terrängen runt Agüero är kuperad.  Trakten runt Agüero är nära nog obefolkad, med mindre än två invånare per kvadratkilometer. Närmaste större samhälle är Ayerbe, 12,6 km sydost om Agüero. I omgivningarna runt Agüero växer i huvudsak blandskog.